# Jason Conti
Jason Conti (Pittsburgh, Estados Unidos; 27 de enero de 1975-16 de mayo de 2025) fue un beisbolista estadounidense que jugó cinco temporadas con cuatro equipos en la posición de outfielder.

## Carrera  deportiva
Conti fue seleccionado en la ronda 32 del draft amateur de la MLB de 1996 por los Arizona Diamondbacks proveniente de Pittsburgh Panthers. Estuvo cinco años dentro de la organización de los Diamondbacks, dos de ellas en la Major League; y fue cambiado a los Tampa Bay Devil Rays junto al pitcher Nick Bierbrodt por el pitcher Albie Lopez y el catcher Mike DiFelice. Antes de iniciar la temporada de 2003 Conti fue cambiado a los Milwaukee Brewers por el catcher Javier Valentín. Al terminar la temporada de 2003 Conti firmó como agente libre con los Texas Rangers donde permaneció los siguientes dos años, donde su promedio de bateo fue de .328 en la filial Triple-A Oklahoma Redhawks. Con Texas Conti ganó notoriedad cuando convirtió un cuadrangular de Carlos Beltrán de los Houston Astros en un doble en la zona conocida como Tal's Hill, y también hizo un out en el Minute Maid Park.
En total Conti jugó 182 partidos en cinco años en la MLB, teniendo su mejor temporada la de 2002 donde jugó 78 partidos con los Devil Rays, su promedio de bateo de por vida fue de .257 con 6 cuadrangulares y 47 carreras impulsadas.
En 2006 promedió .259 con 2 cuadrangulares y 6 RBI con el equipo filial de los New York Yankees en Triple-A Columbus Clippers. Con los Memphis Redbirds, equipo filial Triple-A de los St. Louis Cardinals, promedió .267 con 1 cuadrangular y 7 RBI. Al terminar la temporada de 2006 Conti pasó a jugar con el equipo independiente Camden Riversharks.
Conti en la MLB se distinguió por sus habilidades defensivas en el outfield. Conti cuando era parte de los Arizona Diamondbacks sacó out en noches consecutivas tirando a la tercera base al jugador de Atlanta Brian Jordan con lanzamientos desde el jardín derecho. Como jugador de los Tampa Bay Devil Rays Conti sacó out en noches consecutivas en el home plate a Frank Thomas de los Chicago White Sox.
En 2007 Conti jugó en Italia con el Bologna Italieri de la Serie 1-A Championship League.